# Shibata Zeshin

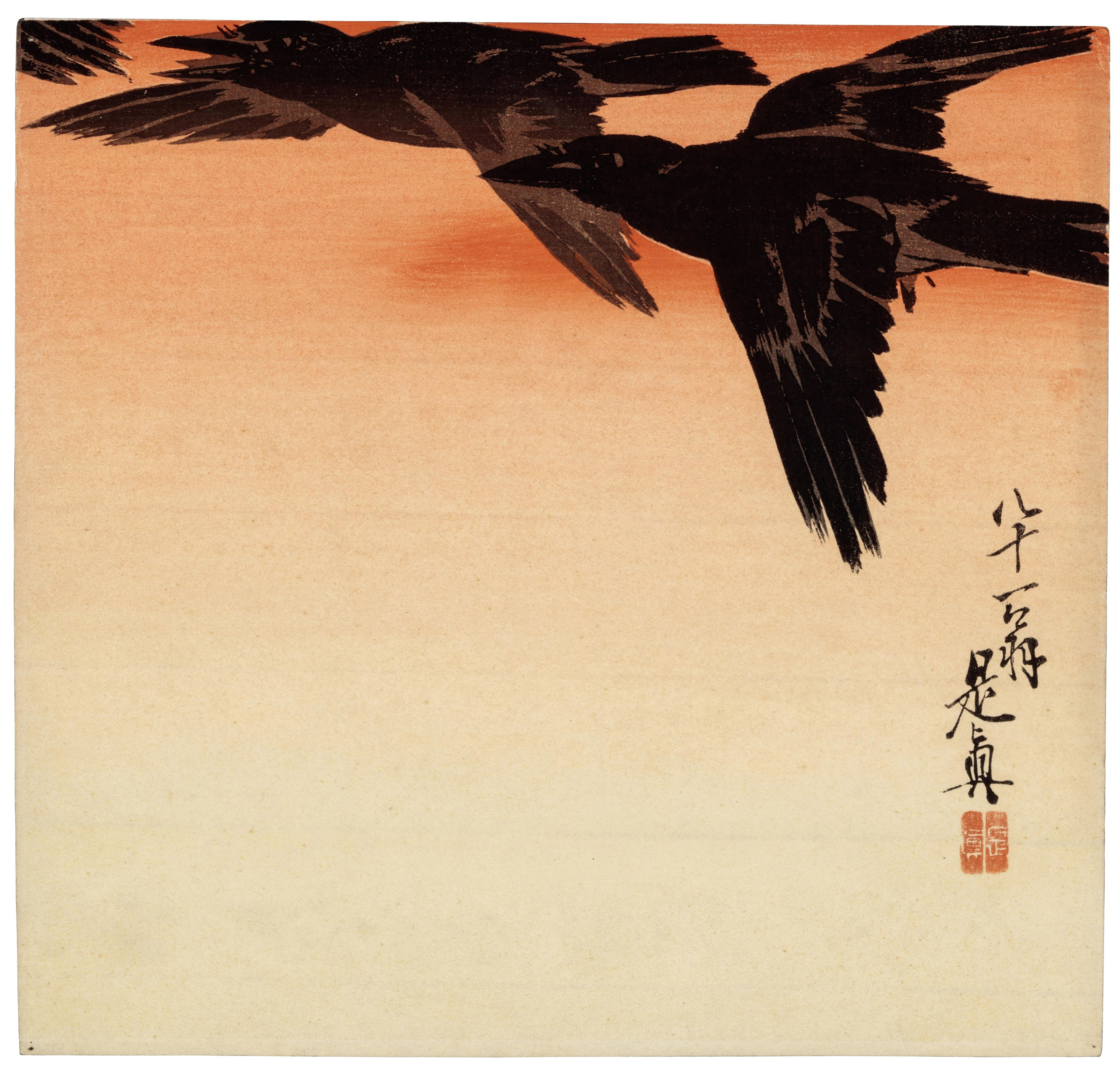
Corvi in volo nel cielo rosso del tramonto, silografia a colori, firmata “Zeshin”, ca. 1880 – Museo di Brooklyn

Shibata Zeshin (Shibata Zeshin 柴田 是真) (Tokyo, 15 marzo 1807 – 13 luglio 1891) è stato un pittore, incisore e artigiano della lacca giapponese. Apice della sua opera artistica è nelle opere di urushi-e, dipinti a lacca su carta o seta. Operò alla fine del periodo Edo  e all’inizio del periodo Meiji.

## Biografia
Zeshin era nato e cresciuto a Edo (oggi Tokyo). Il nonno Izumi Chobei e il padre Ichigoro erano carpentieri specializzati nella costruzione di santuari shintoisti (miyadaiku) e abili nella scultura del legno. Il padre, che aveva acquisito il cognome di Shibata dalla famiglia della moglie, era anche un esperto disegnatore di stampe ukiyo-e, avendo studiato alla bottega di Katsukawa Shunshō. L’ambiente familiare quindi fornì  Zeshin un’ottima base di partenza per lo sviluppo di abilità artistiche e di tecniche artigianali.
All’età di 11 anni,  Kametaro, come era chiamato in gioventù, divenne apprendista presso uno dei più noti artigiani della lacca di nome Koma Kansai II; la famiglia Koma era una famiglia di artigiani della lacca da generazioni e Kametaro rimase presso di loro per 8 anni.
A 13 anni, abbandonò il proprio nome di Kametaro per quello di Junzo. Il maestro Koma Kansai era orientato a fare di lui un bravo laccatore e lo spronò allo studio del disegno, della pittura al fine di orientarlo alla creazione di disegni originali da riprodurre nei manufatti decorati a lacca. Indirizzò quindi il giovane allo studio del disegno presso Suzuki Nanrei, un noto pittore della scuola Shijō. Shibata a questo punto cambiò ancora pseudonimo, abbandonando Junzo per firmare I propri lavori con il nome d’arte "Reisai," in ossequio ai due maestri, derivando la componente del nome Rei da Suzuki Nanrei, e sai da Koma Kansai.

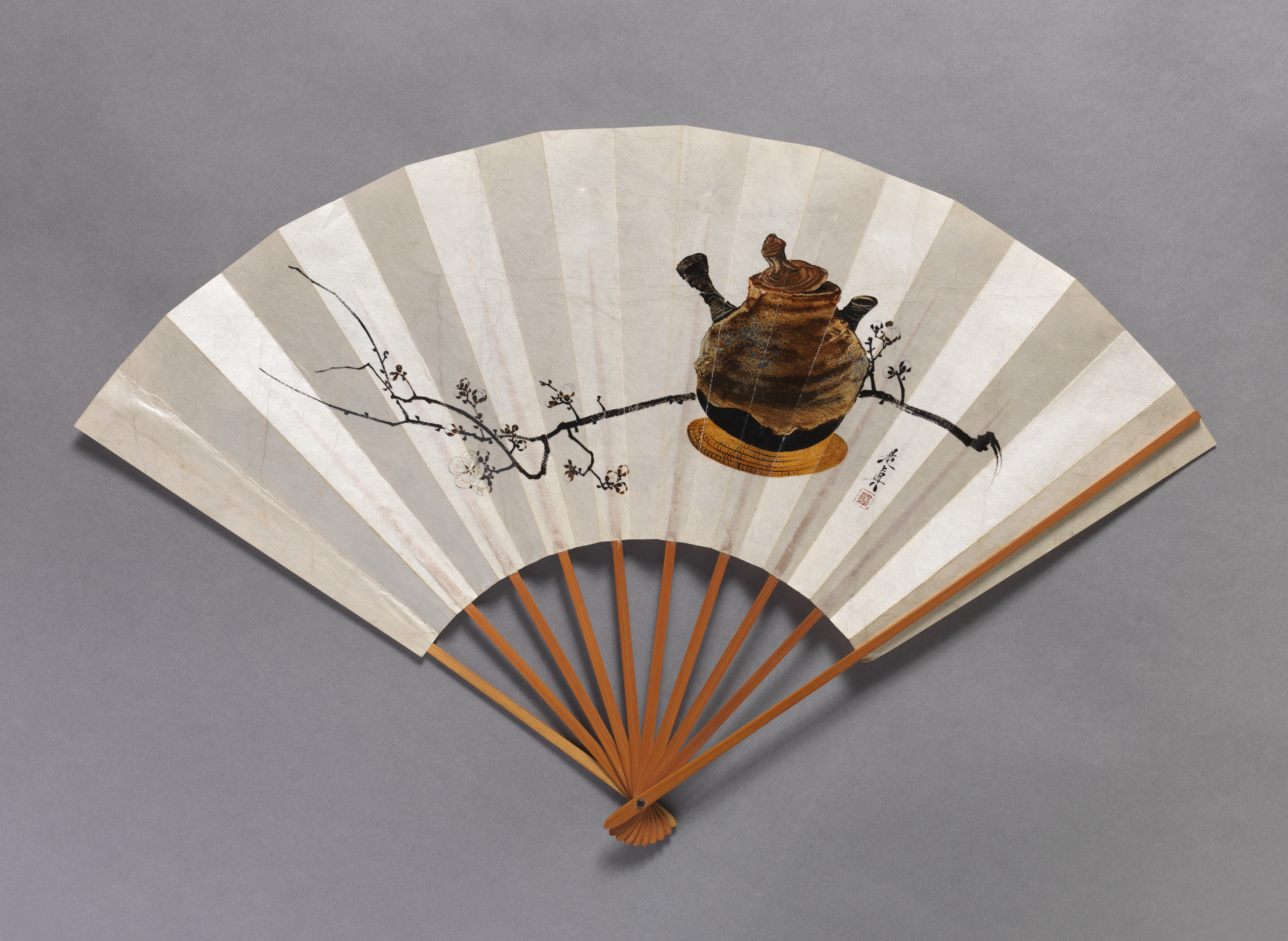
Ventaglio pieghevole, lacca su carta – Metropolitan Museum of Arts, New York

Fu durante l’apprendistato con il maestro Nanrei che gli fu dato il nome Zeshin, nome che avrebbe mantenuto per tutta la vita. Questo nome significa "Ciò è vero” oppure "la verità". Il riferimento è ad un antico racconto cinese che narra di un re che tenne un'udienza a un gran numero di pittori. Mentre la maggior parte dei pittori presenti si rivolse al re con atteggiamento deferente inchinandosi di fronte alla sua persona e comportandosi con grande ossequio e rispetto, un pittore arrivò mezzo nudo e, omettendo l’inchino, si sedette sul pavimento leccando il proprio pennello.  Il re allora esclamò “questo è un vero artista!” ; da questo racconto si derivò il nome “Zeshin”. 
Zeshin imparò non solo le basi della pittura e dello schizzo, ma si dedicò anche all’apprendimento della Cerimonia del tè, dell’haiku e della poesia waka, della storia, della letteratura e della filosofia. 
Questi studi rappresentarono i fondamenti della sua formazione non solo nelle tecniche artistiche, ma anche e soprattutto nell’estetica,  nell’etica e nella filosofia delle arti tradizionali giapponesi. 
Molte delle opere realizzate da Zeshin nel periodo di studio con il maestro Nanrei erano costituite da ventagli dipinti. Queste opere giovanili furono molto apprezzate da Utagawa Kuniyoshi già affermato pittore di ukiyo-e; ne nacque un’amicizia destinata a durare molti anni.
Zeshin successivamente studiò con altri artisti dell’ambiente artistico di Kyoto, tra cui Maruyama Ōkyo, Okamoto Toyohiko, e Goshin. Sebbene divenne più tardi noto soprattutto per le opere in lacca, Zeshin eccelse anche nella pittura tradizionale sumie su carta, e realizzò molti dipinti su soggetti della tradizione giapponese, in particolare tigri, cascate, fiori. 
Nel 1835 morì Koma Kansai II, e Zeshin ne ereditò il laboratorio. Prese con sé come allievo un giovane di nome Ikeda Taishin che rimase suo collaboratore e amico fino alla sua morte avvenuta nel 1903. 
Zeshin si sposò nel 1849 e chiamò il suo primogenito con il proprio pseudonimo d’arte di Reisai; perse la moglie poco dopo la nascita di Reisai. 

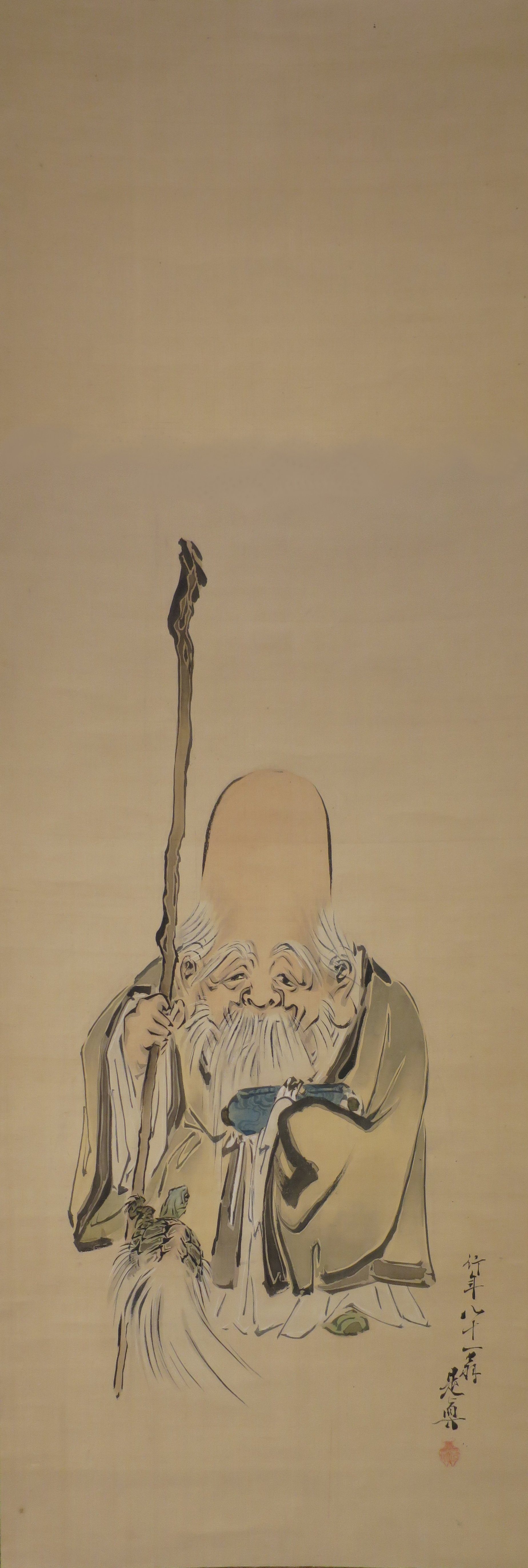
Jurōjin - inchiostro di china su seta, 1887 -Honolulu Museum of Art, accession 4588.1

Nel corso dei due decenni tra il 1830 e il 1850, il Giappone attraversò una grave crisi economica durante la quale gli artisti, per legge, avevano delle severe limitazioni nell’utilizzo di lamine di argento e d’oro, entrambe quasi indispensabili per la decorazione di opere tradizionali in lacca. Zeshin impiegò il bronzo per imitare la lucentezza e la consistenza dei metalli e impiegò un’ampia varietà di altri materiali per realizzare oggetti di grande bellezza, molti dei quali potrebbero essere considerati espressione del concetto di  wabi, che si può riassumere in bellezza ed eleganza nella semplicità. 
A partire dal 1869, Zeshin ricevette l’incarico di realizzare opere per il Governo Imperiale,  purtroppo in parte perdute o disperse, e fu inviato come rappresentante ufficiale del Giappone a numerose esposizioni e manifestazioni artistiche internazionali tra cui l’Esposizione universale di Vienna nel 1875, poi a Philadelfia  (1876) l’anno successivo e a Parigi. 
Nel 1890, un anno prima della sua morte, Zeshin fu nominato membro della Commissione imperiale per l’arte e ad oggi è l’unico artista insignito per due volte del titolo di Artista della Casa imperiale per due ambiti artistici in cui operò:  la pittura tradizionale nihonga e i lavori a lacca (maki-e). 
Oggi una delle più ampie collezioni di opere di Zeshin fa parte delle Collezioni Khalili a Londra che dispongono di oltre 100 opere dell’artista.

## Stile

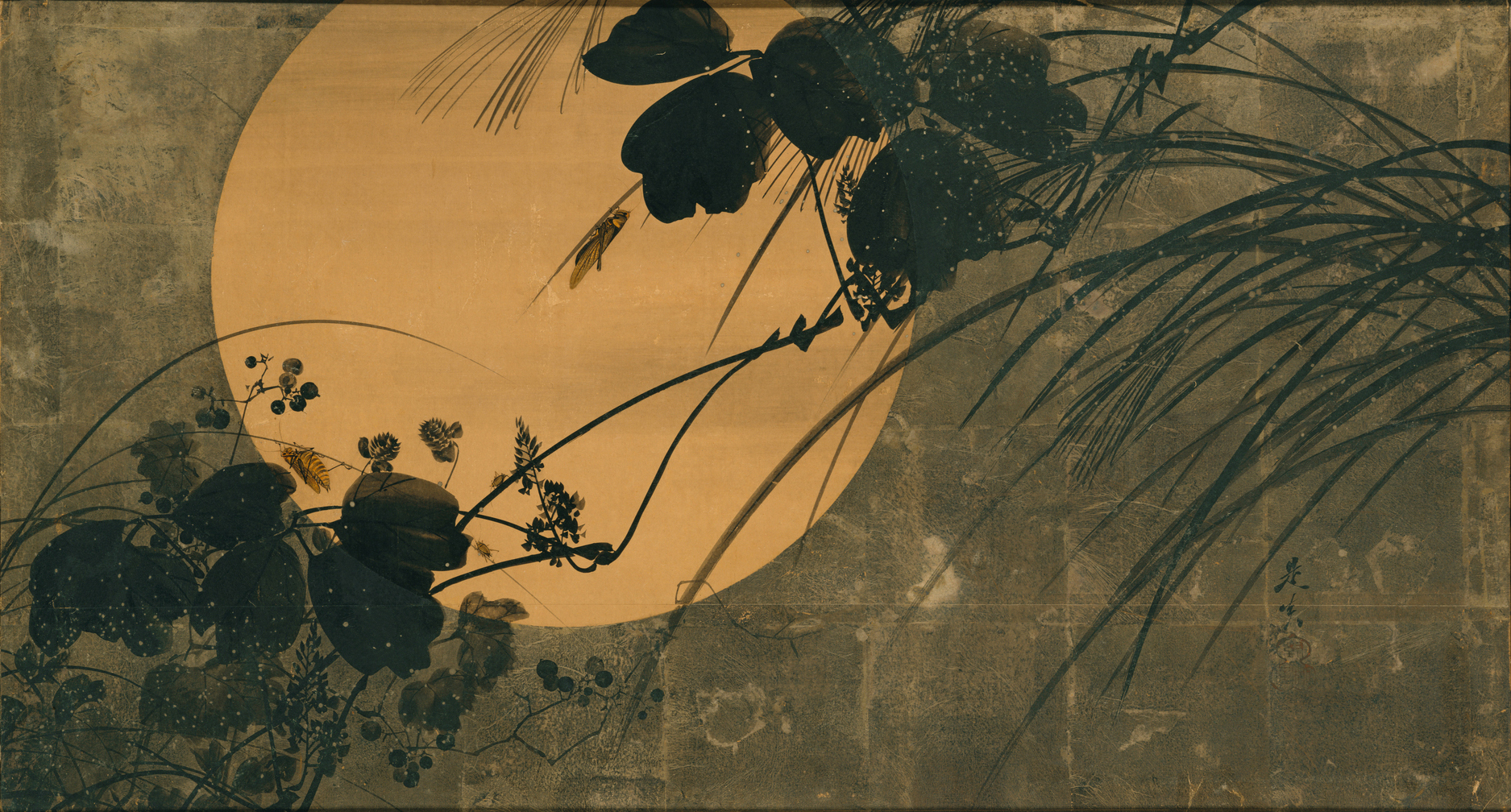
Erbe autunnali al chiaro di luna, ca. 1872–91

Dalle opere in lacca o su carta giunte a noi realizzate da Zeshin  è evidente uno stretto legame con la pittura tradizionale, della quale cercò di recuperare alcune tecniche in disuso; in molte opere è presente un orientamento ad uno stile decorativo basato sulla semplicità e quasi privo di utilizzo di pigmenti colorati pur dedicandosi alla rappresentazione di soggetti tradizionali quali fiori, rami ed erbe, paesaggi naturali, in particolare cascate, e episodi della mitologia giapponese. 

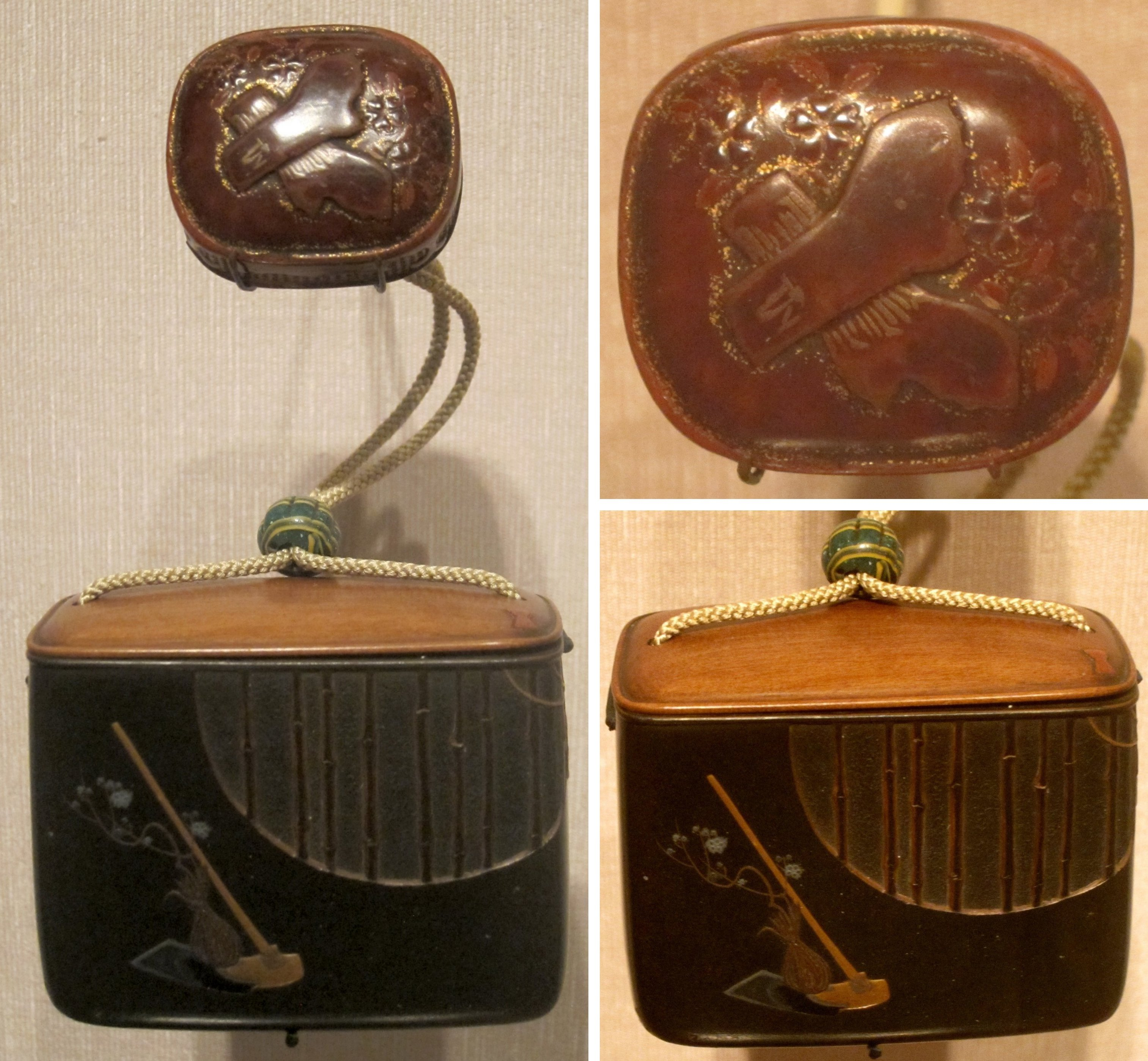
Tabacchiera con netsuke, legno, lacca, oro, argento e seta

Oltre ad aver rinnovato l’uso dell’urushi-e (rotolo verticale in carta o seta dipinto a lacca), Zeshin sperimentò l’impiego di sostanze e pigmenti diversi con vari medium e lacche. Lo studio delle diverse miscele era finalizzato a ottenere non solo gamme di colore, ma soprattutto diverse consistenze e poter così controllare e modulare la flessibilità delle lacche in ragione del pezzo da decorare e del suo utilizzo. L’obbiettivo era ottenere strati di lacca sufficientemente elastici e sottili che non si screpolassero o incrinassero nel riavvolgimento del rotolo o nell’utilizzo quotidiano dell’oggetto (contenitore, vassoio, scatola da pic-nic, etc).
Sperimentò l’impiego del bronzo per simulare l’aspetto e la struttura del ferro e dell’amido di cereali per addensare le lacche e imitare l’aspetto e la lucentezza della pittura a olio occidentale. 
Zeshin rimane in realtà l’unico artista ad aver impiegato con efficacia la tecnica dell’urushi-e su carta appositamente preparata per la stesura della lacca; inoltre ha rivitalizzato una complessa tecnica di impiego della lacca denominata seikai-ha utilizzata per realizzare forme sinuose, tecnica molto impegnativa e complessa in disuso ai suoi tempi da oltre un secolo. 
Sebbene Zeshin impiegasse elementi innovativi sia dal punto di vista tecnico sia dal punto di vista creativo, le sue opere si collocano sempre nell’ambito della tradizione. Nella pittura a lacca pur rinnovata attraverso una ricerca nel campo dei materiali, prevalgono sempre soggetti molto legati alla tradizione pittorica, quali uccelli, fiori, insetti, cascate e libellule oppure alla mitologia classica giapponese.  Riprodusse con pittura a lacca un dipinto famoso del maestro Maruyama Ōkyo.  Un servizio da pic-nic in lacca rossa e nera con inserti oro è esemplificativo del suo legame con la tradizione pittorica giapponese pur rivista attraverso una ricerca originale dei materiali e delle tecniche.  Il servizio realizzato secondo lo stile tradizionale, quasi interamente bicolore (nero e rosso) con decorazioni di rami e foglie in oro. 

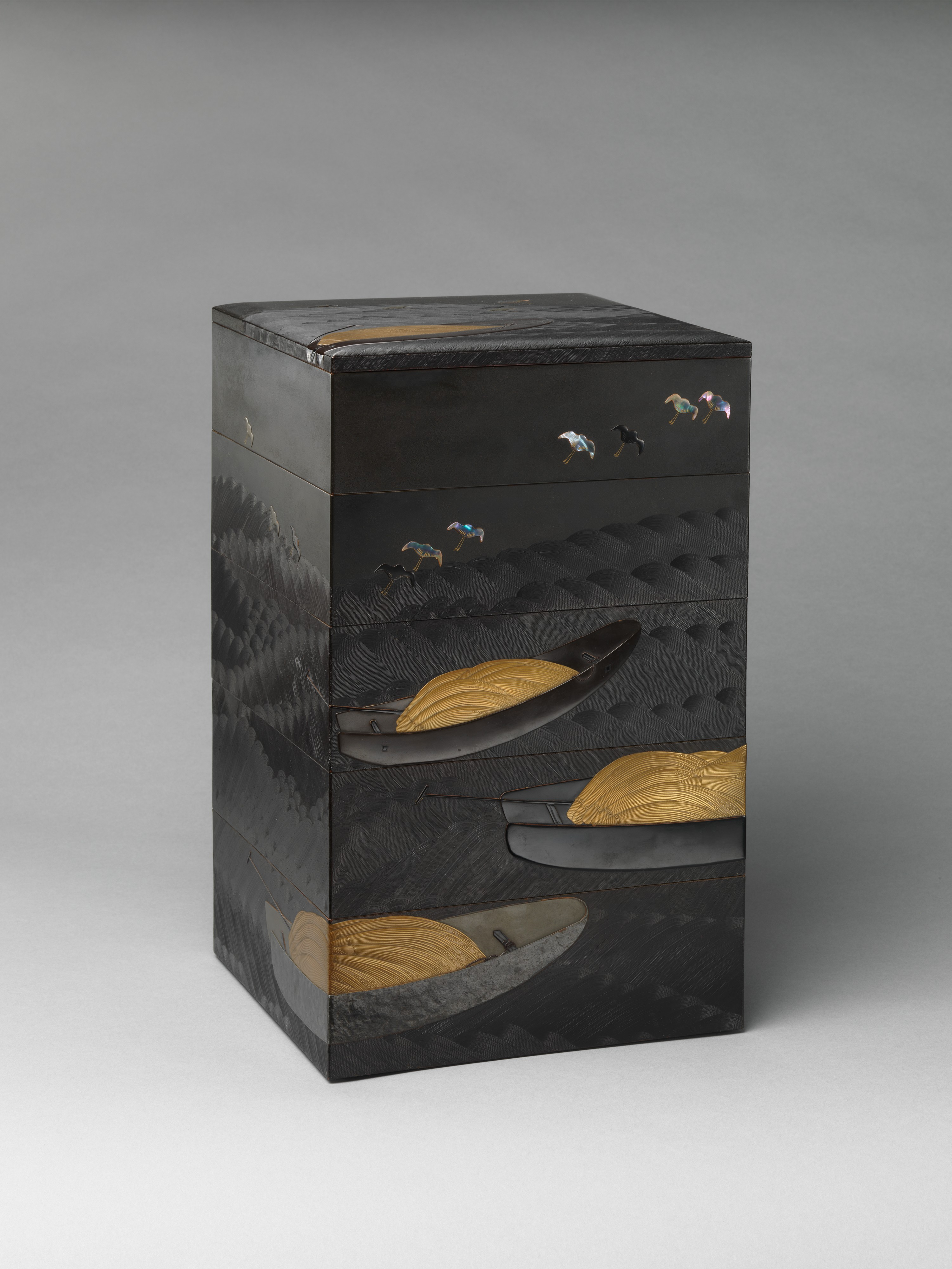
Scatola per pic–nic decorata a lacca con inserti di oro, peltro e conchiglia – Soggetto augurale con barche cariche di riso e volo di gru – Metropolitan Museum of Art, New York

Zeshin usava apporre sempre la propria firma e saltuariamente introduceva degli elementi ludici nelle sue firme. Per esempio in una guardia tsuba decorata di katana  una piccola formica dipinta a rilievo trasporta l’ideogramma  "shin"  (真) di Zeshin verso l’altro lato del pezzo. 
È stato affermato che molti dei lavori di Zeshin rappresentano decisamente il concetto estetico dell’iki(粋). Il concetto di  iki nel periodo Edo, conosciuto anche come sui nel Kansai, è stato descritto autorevolmente da Kuki Shūzō, ma come molte idee o concetti è spesso difficile esprimere il tono preciso, gli schemi e gli elementi stilistici che costituiscono l’iki. 
Nonostante ciò le opere di Zeshin sono spesso etichettate come Iki e considerate aver raggiunto un perfetto equilibrio di tradizione e innovazione:  belle ma non vistose, semplici ma con contenuto significativo, elegante ma non immodesto. Il suo stile è stato paragonato da alcuni critici ad un haiku, per il fatto che bellezza e significato sono intensi e poetici.

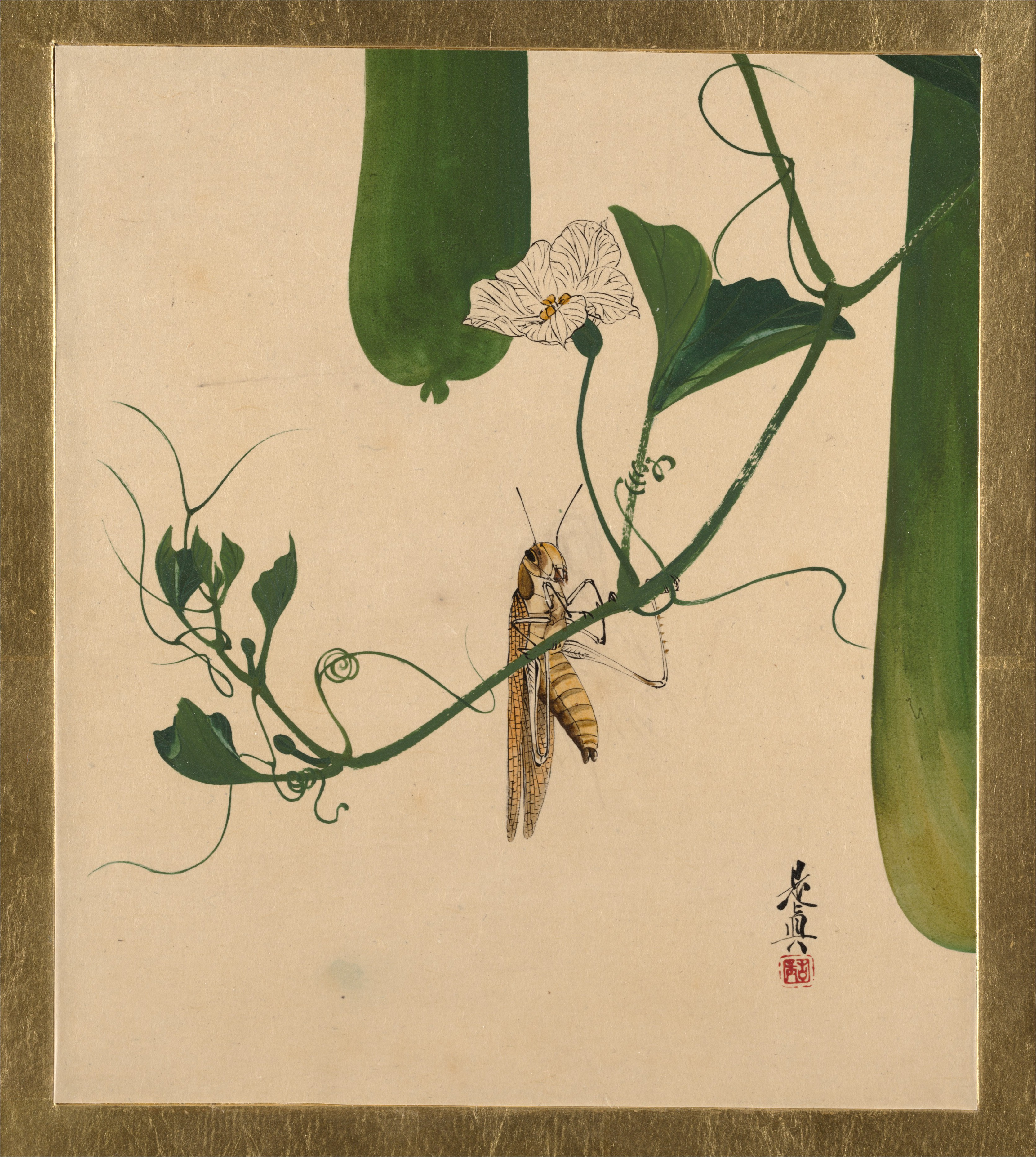
Cavalletta su un tralcio di zucca rampicante - pittura a lacca su carta – 1882 - Metropolitan Museum of Arts, New York